# Tadej
Tadej je moško osebno ime.

## Slovenske izpeljanke imena
- Moške oblike imena: Tadevž, Tadij, Tadija, Tadiša
- Ženske oblike imena: Tadeja

## Tujejezikovne oblike imena
- Moške oblike imena: Thaddeus (ang.), Thaddáios? (nem.), Tadeáš (češ.), Tadeusz, Tadek (pol.), Thadée, Thaddée (fr.), Tádé (madž.), Thaddáios, Thaddaeus (gr.), Tadej, Tadija, Tadijan, Taduša (hr. in srb.), Taddeo (it.), Tadeo (šp.), Thadeu, Dadeus (port./braz.); Faddej/Fadjej (rus.)
- Ženske oblike imena: Tadijana (hr.)

## Izvor imena
Ime Tadej je svetopisemsko ime in izhaja iz aramejskega imena Taddáj z domnevnim pomenom »pogumen, srečen«.

## Pogostost imena
Po podatkih SURSa je bilo na dan 31. decembra 2007 v Sloveniji 4.836 oseb z imenom Tadej. Ime Tadej je bilo tega dne 52. mestu najbolj pogosto uporabljenih imen na Slovenskem. Ostale oblike imena, ki so bile na ta dan še v uporabi: Tadija (27 oseb).

## God (osebni praznik)
V koledarju je ime Tadej uvrščeno k imenoma apostolov Simona in Jude, ki godujeta 28. oktobra.

## Zanimivost
Po novi zavezi je Tadej vzdevek za Juda, sina Jakoba Mlajšega. Evangelisti, navajajo vzdevek Tadej zato, da ga ločijo od Juda Iškarijota. Juda Tadej je po izročilu avtor Judovega pisma. Apostolsko je deloval v Palestini in velja za zavetnika v težkih položajih.

## Znane osebe
Tadej Brate (konservator tehniške dediščine), Tadej Hrušovar (pevec in skladatelj), Tadej Slabe (geograf), Tadej Valjavec (kolesar), Tadej Tomšič (saksofonist), Tadej Vesenjak (kantavtor), Tadej Mazej (rokometaš), Tadej Pogačar (kolesar) Tadej Toš (igralec in komik)